# Cell (The Last Climb)
Cell (The Last Climb) ist eine Installation der französisch-US-amerikanischen Künstlerin Louise Bourgeois aus dem Jahr 2008.

## Beschreibung
Das Kunstwerk hat die Form eines elliptischen Zylinders mit den Maßen 384,8 × 400,1 × 299,7 cm. Es besteht aus Stahl, Holz, mundgeblasenem Glas, Gummi und Faden.
Eine Wendeltreppe mit vierzehn Stufen, die nach oben hin größer werden, steht in der Mitte eines zylindrischen Käfigs aus rostigem Maschendraht. An ihrem oberen Ende befindet sich in der Deckenplatte eine annähernd herzförmige Öffnung. Ursprünglich sollte das Publikum diese Treppe begehen können, doch bei Ausstellungen ist dies mit Rücksicht auf die Fragilität des Kunstwerks nicht erlaubt.
Um die Treppe herum sind in unterschiedlichem Abstand 20 verschieden große bläuliche Kugeln aus mundgeblasenem Glas angeordnet, von denen die meisten durchsichtig sind. Sie sind mit dünnen Stäben an den Käfigwänden befestigt, zwei auch an der zentralen Säule, und scheinen zu schweben. Sie befinden sich in unterschiedlicher Höhe: Unten sind kleinere, oben größere Kugeln, die letzte etwa auf einer Höhe mit dem Ende des Treppengeländers.
Die Treppe ist von einem Käfig aus Maschendraht umgeben. Durch die großen Maschen fließen Innen und Außen zu einem Raum zusammen. Die schmale, bogenförmige Tür ist nach außen halb geöffnet.
Hinter der Treppe liegen am Boden gegenüber der Tür zwei große Kugeln aus hellem, gemaserten Holz, die tiefe Risse zeigen. Zwischen ihnen ist die Treppe. Die Kugeln reichen bis zur dritten Treppenstufe.
Auf halber Höhe der Treppe hängt ein weiß-bläuliches tropfen- oder tränenförmiges Element. Darin stecken Nähnadeln mit gelblich-beige-bläulichen Fäden, die von zwölf Fadenspulen an der Innenseite der Käfigwand kommen.

## Entstehung
Cell (The Last Climb) wurde von Louise Bourgeois 2008, zwei Jahre vor ihrem Tod, als letzte der mehr als 20 großformatigen Cell-Skulpturen geschaffen, die im Lauf von 30 Jahren entstanden. Als Zellen bezeichnete sie große Skulpturen, die die Form eines Raumes hatten. Cell (The Last Climb) ist eines der letzten Kunstwerke von Bourgeois überhaupt. Es besteht aus Objekten, die die Künstlerin im Lauf ihres Lebens angesammelt hatte.
Hauptelement dieser Zelle ist die Wendeltreppe. Ende 2005 musste die Künstlerin ihr Atelier in Brooklyn verlassen, in dem sie 25 Jahre lang gearbeitet hatte, weil das Gebäude abgerissen wurde. Davor ließ sie jedoch die Wendeltreppe ausbauen, die sie in den 1980er Jahren nach eigenen Entwürfen hatte anfertigen lassen und die über Jahrzehnte ein Teil ihres künstlerischen Alltags war.
Die Installation wurde 2010 von der National Gallery of Canada in Ottawa angekauft.

## Deutung und Einordnung ins Werk
Frühere Zellen vermittelten den Eindruck von Schmerz und Bedrohung. Diese beschreibt, so der Titel, den letzten Weg im Diesseits als Aufstieg. Cell (The Last Climb) wirkt als einzige der Zellen nicht beklemmend, sondern frei von Angst. Im Käfig herrscht kein Chaos, die Anordnung der Elemente wirkt harmonisch. Als einzige ist diese Zelle oben offen, die Treppe führt ins Freie. So wird die Installation zum Symbol von Freiheit. Florence Water sah diese Installation als Metapher des Todes. Vor dem Hintergrund dessen, dass Bourgeois Kunst als Überlebensmaßnahme und als Mittel gegen die Furcht betrachtet wurde, wird der auffallend positive Charakter dieses Werks besonders deutlich.
Das tränenförmige Element im Zentrum von Cell (The Last Climb) wird als Repräsentation der Künstlerin gedeutet.
Treppen, die nirgendwo hinführen, kommen im Werk wiederholt vor, so als Leiter schon 1947 in der Serie von Radierungen He Disappeared into Complete Silence. In ihrer Offenheit lässt die Treppe an eine Himmelsleiter denken. Die Spirale ist ein häufiges und mehrdeutiges Motiv bei Louise Bourgeois. Die Künstlerin sagte hierzu: „Spiralen – in welche Richtung auch immer – verkörpern die Zerbrechlichkeit in einem offenen Raum. Angst hält die Welt in Bewegung.“ Die Spirale ist „völlig berechenbar“, eine „potenziell unvollendete Form, die unendlich weitergedacht werden kann.“ Damit wird sie zu einem Versuch zur Kontrolle des Chaos. Von außen nach innen betrachtet steht die Spirale für Rückzug, Furcht vor Kontrollverlust und Einengung. In die andere Richtung vermittelt sie Vitalität, Vertrauen, Bejahung, positive Energie, das Loslassen von Kontrolle und das Ende der Furcht. So verwendet die Künstlerin die Spirale, um widersprüchliche Gefühle und das Vergehen der Zeit sichtbar zu machen. Als Kind, so Bourgeois, habe sie zusammen mit anderen die Tapisserien aus der Werkstatt der Familie im Fluss nach dem Waschen in sich gedreht und ausgewrungen. Später habe sie davon geträumt, der Geliebten ihres Vaters den Hals umzudrehen, um sie loszuwerden. So bedeute die Spirale für sie Kontrolle und Freiheit.
Die Kugeln lassen an aufsteigende Blasen in einer Flüssigkeit denken, die von unten nach oben größer werden und durch ihre Anordnung wie die Treppe aus dem Käfig hinaus weisen. Sie können als Symbole des Himmels gelesen werden. Blau, so die Künstlerin, repräsentiere Frieden, Meditation, Flucht. Die beiden Holzkugeln stehen für die Eltern der Künstlerin.
Wie das Motiv der Spirale, so hängen auch Nadel und Faden mit der Tapisseriewerkstatt aus ihrer Kindheit zusammen. Hier ist es die Kunst, die die Schäden heilen soll, die durch Furcht angerichtet wurden. Die Künstlerin äußerte hierzu: „Die Nähnadel dient dazu, Schäden wiedergutzumachen. Sie fleht um Vergebung. Sie ist niemals aggressiv, sie ist keine Stecknadel.“ Die Fäden stehen für Beziehungen, die die Künstlerin zu Familie, ihrem sozialen und beruflichen Umfeld und anderen vertrauten Personen hatte. Aber sie lassen auch an Faden oder Garn als Metapher für das Leben denken, wie er im Mythos der Parzen zum Ausdruck kommt: Nona spinnt den Lebensfaden, Decima entscheidet über das Lebensgeschick, Parca/Morta durchtrennt den Faden. Auch der Gedanke an die Nabelschnur steht in diesem Kontext.

## Rezeption
Der US-amerikanische Lyriker, Kunstkritiker und -wissenschaftler Donald Kuspit lässt das letzte Gedicht im vierten Gedichtband The Gods & Other Beings (2020) mit dem Titel for louise bourgeois mit den Worten on the last climb beginnen.

## Ausstellungen
Die Installation wurde unter anderem in folgenden Ausstellungen gezeigt:
- 2015: Louise Bourgeois. Strukturen des Daseins: Die Zellen. Haus der Kunst, München.[21]
- 2015/2016: Louise Bourgeois. Strukturen des Daseins: Die Zellen. Garage Museum of Contemporary Art, Moskau.[22]
- 2016: Louise Bourgeois. Strukturen des Daseins: Die Zellen. Guggenheim Museum, Bilbao.[21]
- 2016/2017: Louise Bourgeois. Strukturen des Daseins: Die Zellen. Louisiana Museum of Modern Art, Dänemark.[21]
- 2023/2024: Louise Bourgeois. Unbeirrbarer Widerstand. Unteres Belvedere Museum, Wien.[23]

## Belege
1. 1 2 3 4 5 6 7  Cell (The Last Climb). National Gallery of Canada, abgerufen am 6. Januar 2024 (englisch).
2. 1 2  An Introduction To Louise Bourgeois In 10 Artworks. In: theculturetrip.com. 21. Juni 2016, abgerufen am 7. Januar 2024 (englisch).
3. 1 2 3 4 5 6  Cell (The Last Climb) | Guggenheim Museum Bilbao. Abgerufen am 6. Januar 2024 (englisch).
4. 1 2  Leah Sandals: Louise Bourgeois and David Armstrong Six Meet at MOCCA. Abgerufen am 7. Januar 2024 (amerikanisches Englisch).
5. 1 2  Felix Petty: louise bourgeois: kunst ist ein garant des verstands. Abgerufen am 7. Januar 2024.
6. ↑  Ulrich Wilmes: Out of the Blue and into the Skies. In: Julienne Lorz (Hrsg.): Louise Bourgeois. Strukturen des Daseins: Die Zellen. Katalog zur Ausstellung Louise Bourgeois. Strukturen des Daseins: Die Zellen. im Haus der Kunst, München, 2015. Stiftung Haus der Kunst, München, und Prestel Verlag, München, London, New York 2015, ISBN 978-3-7913-5406-4, S. 89–93; 89
7. ↑  Florence Waters: Both prison and refuge: Louise Bourgeois’ Cells at the Guggenheim, Bilbao. 23. März 2016, abgerufen am 7. Januar 2024 (englisch).
8. ↑  Hanne Weskott: Private Wunderkammern. In: Neue Zürcher Zeitung. 8. Juni 2015, ISSN 0376-6829 (nzz.ch [abgerufen am 7. Januar 2024]).
9. ↑  Christiane Meixner: Die Jahrhundert-Künstlerin Louise Bourgeois: Mit Räumen erzählen. In: Der Tagesspiegel Online. 11. Mai 2015, ISSN 1865-2263 (tagesspiegel.de [abgerufen am 7. Januar 2024]).
10. 1 2  Christiane Meyer-Thoss: Louise Bourgeois : Konstruktionen für den freien Fall. Designing for Free Fall. Ammann Verlag, Zürich 1992, ISBN 3-250-10131-1, S. 149.
11. ↑  Louise Bourgeois: Statements from Conversations with Robert Storr. In: Marie-Laure Bernadac, Hans-Ulrich Obrist (Hrsg.): Deconstruction of the Father/Reconstruction of the Father, Writings and Interviews 1923–1997. Ammann Verlag, Zürich 2001, S. 205; zitiert nach: Ulrich Wilmes: Out of the Blue and into the Skies. In: Julienne Lorz (Hrsg.): Louise Bourgeois. Strukturen des Daseins: Die Zellen. Katalog zur Ausstellung Louise Bourgeois. Strukturen des Daseins: Die Zellen. im Haus der Kunst, München, 2015. Stiftung Haus der Kunst, München, und Prestel Verlag, München, London, New York 2015, ISBN 978-3-7913-5406-4, S. 89–93; 91
12. ↑  Ulrich Wilmes: Out of the Blue and into the Skies. In: Julienne Lorz (Hrsg.): Louise Bourgeois. Strukturen des Daseins: Die Zellen. Katalog zur Ausstellung Louise Bourgeois. Strukturen des Daseins: Die Zellen. im Haus der Kunst, München, 2015. Stiftung Haus der Kunst, München, und Prestel Verlag, München, London, New York 2015, ISBN 978-3-7913-5406-4, S. 89–93; 91
13. ↑  Louise Bourgeois: Self-expression is Sacred and Fatal. Selected Statements. In: Marie-Laure Bernadac, Hans-Ulrich Obrist (Hrsg.): Deconstruction of the Father/Reconstruction of the Father, Writings and Interviews 1923–1997. Ammann Verlag, Zürich 2001, S. 222; zitiert nach: Ulrich Wilmes: Out of the Blue and into the Skies. In: Julienne Lorz (Hrsg.): Louise Bourgeois. Strukturen des Daseins: Die Zellen. Katalog zur Ausstellung Louise Bourgeois. Strukturen des Daseins: Die Zellen. im Haus der Kunst, München, 2015. Stiftung Haus der Kunst, München, und Prestel Verlag, München, London, New York 2015, ISBN 978-3-7913-5406-4, S. 89–93; 91
14. ↑  Belvedere Museum Wien | Im Fokus: Die Spirale. Abgerufen am 7. Januar 2024.
15. ↑  Paul Gardner: Louise Bourgeois. Universe Publishing, New York 1994, S. 68; zitiert nach: Ulrich Wilmes: Out of the Blue and into the Skies. In: Julienne Lorz (Hrsg.): Louise Bourgeois. Strukturen des Daseins: Die Zellen. Katalog zur Ausstellung Louise Bourgeois. Strukturen des Daseins: Die Zellen. im Haus der Kunst, München, 2015. Stiftung Haus der Kunst, München, und Prestel Verlag, München, London, New York 2015, ISBN 978-3-7913-5406-4, S. 89–93; 91
16. ↑  Christiane Meyer-Thoss: Louise Bourgeois : Konstruktionen für den freien Fall. Designing for Free Fall. Ammann Verlag, Zürich 1992, ISBN 3-250-10131-1, S. 148.
17. ↑  Louise Bourgeois, Exhibition : 1911–2010, Sculpture, Museum of Contemporary Canadian Art, Toronto, Ontario, Canada. Abgerufen am 7. Januar 2024 (englisch).
18. ↑  Rainer Crone, Petrus Graf Schaesberg: Louise Bourgeois: das Geheimnis der Zelle. Hrsg.: Rainer Crone, Petrus Graf Schaesberg. Prestel, München / New York 1998, ISBN 3-7913-1966-3.
19. ↑  Ulrich Wilmes: Out of the Blue and into the Skies. In: Julienne Lorz (Hrsg.): Louise Bourgeois. Strukturen des Daseins: Die Zellen. Katalog zur Ausstellung Louise Bourgeois. Strukturen des Daseins: Die Zellen. im Haus der Kunst, München, 2015. Stiftung Haus der Kunst, München, und Prestel Verlag, München, London, New York 2015, ISBN 978-3-7913-5406-4, S. 89–93; 93
20. ↑  The Grace of Silence: Louise Bourgeois, 1911-2010. In: artcritical. 18. Juni 2010, abgerufen am 7. Januar 2024 (amerikanisches Englisch).
21. 1 2 3  Louise Bourgeois. Strukturen des Daseins: Die Zellen. Abgerufen am 7. Januar 2024.
22. ↑  Louise Bourgeois. Structures of Existence: The Cells. Abgerufen am 7. Januar 2024 (englisch).
23. ↑  Belvedere Museum Wien | Louise Bourgeois. Abgerufen am 7. Januar 2024.